# Будзішин (Мазовецьке воєводство)
Будзішин (пол. Budziszyn) — село в Польщі, у гміні Хинув Груєцького повіту Мазовецького воєводства.
Населення — 95 осіб (2011).
У 1975—1998 роках село належало до Радомського воєводства.

## Демографія
Демографічна структура станом на 31 березня 2011 року:
|          | Загалом | Допрацездатний вік | Працездатний вік | Постпрацездатний вік |
| -------- | ------- | ------------------ | ---------------- | -------------------- |
| Чоловіки | 50      | 11                 | 30               | 9                    |
| Жінки    | 45      | 5                  | 24               | 16                   |
| Разом    | 95      | 16                 | 54               | 25                   |